# Frauke Finsterwalder

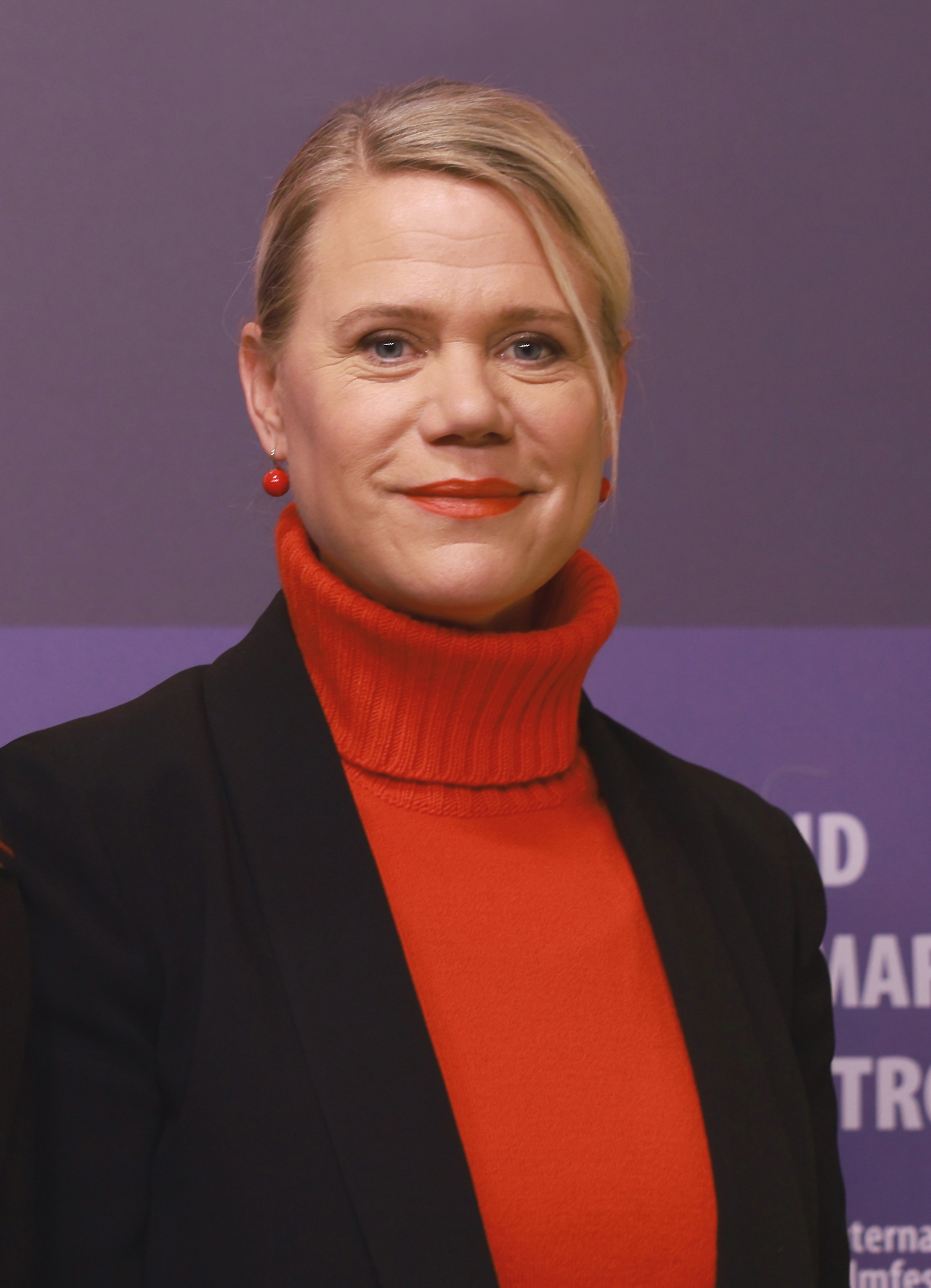
Frauke Finsterwalder

Frauke Finsterwalder (* 1975 in Hamburg) ist eine deutsche Filmregisseurin und Drehbuchautorin.

## Leben
Frauke Finsterwalder wurde 1975 in Hamburg geboren. Ihre Schulzeit verbrachte sie teilweise in den USA. Anschließend studierte sie in Berlin Literaturwissenschaft und Geschichte. Als Regieassistentin arbeitete sie an der Berliner Volksbühne und am Maxim-Gorki-Theater. Zudem war sie als Freie Journalistin unter anderem für die Berliner Boulevardzeitung B.Z. und das Magazin der Süddeutschen Zeitung tätig.
Im Jahr 2003 begann Finsterwalder schließlich ein Studium der Dokumentarregie an der Hochschule für Fernsehen und Film in München. Ihre erste Kurzfilmarbeit 0.003 km wurde 2005 auf den Oberhausener Kurzfilmtagen gezeigt. Es folgten die Dokumentarfilme Weil der Mensch ein Mensch ist (2007, gemeinsam mit Stephan Hilpert) und Die große Pyramide (2010), welcher erstmals auf dem Filmfestival Max Ophüls Preis gezeigt wurde.
Im Juli 2013 feierte ihr erster Langspielfilm Finsterworld auf dem Filmfest München Premiere. In den Hauptrollen sind Sandra Hüller, Ronald Zehrfeld, Margit Carstensen, Carla Juri, Michael Maertens und Corinna Harfouch zu sehen. Finsterworld wurde 2013 auf dem World Film Festival in Montréal mit dem Zenith-Award für den besten Debütfilm ausgezeichnet, sowie der TV-Spielfilm-Preis vom Film Festival Köln, der Cologne Conference, verliehen. Der Film gewann auf dem Wettbewerb des Zurich Film Festival 2013 das goldene Auge als bester deutschsprachiger Spielfilm, sowie den Preis der Schweizer Filmkritik. Ferner wurde Finsterworld fünfmal für den Deutschen Filmpreis 2014 nominiert, unter anderem auch als bester Spielfilm, erhielt den Preis der Deutschen Filmkritik für das beste Drehbuch und den Deutschen Regiepreis Metropolis 2014 für die beste Nachwuchs-Regiearbeit.
Im Februar 2023 wurde ihr zweiter Spielfilm Sisi & Ich in der Sektion Panorama auf der 73. Berlinale gezeigt. Ende März kam der Film in die Kinos im deutschsprachigen Raum. Mitte Juni wurde ihr der Bayerische Filmpreis 2023 für Regie verliehen.
Frauke Finsterwalder ist seit 2007 mit dem Schweizer Schriftsteller Christian Kracht verheiratet. Das Ehepaar lebte in Los Angeles und in Indien und hat eine Tochter. Seit 2020 lebt die Familie in der Schweiz. Finsterwalder ist Mitglied im Bundesverband Regie (BVR).

## Filmografie
- 2005: 0.003 km (Kurzfilm)
- 2007: Weil der Mensch ein Mensch ist (Dokumentarfilm)
- 2010: Die große Pyramide (Dokumentarfilm)
- 2013: Finsterworld
- 2023: Sisi & Ich